# Ingeniero Maschwitz
Ingeniero Maschwitz, o simplemente Maschwitz (pronúnciese: mash-vits),  es una localidad argentina del partido de Escobar, provincia de Buenos Aires.

## Toponimia
Entre los años 1910-1911 se construyó la actual estación del Ferrocarril Central Argentino, y el 4 de marzo de 1910 se la nombra Ingeniero Maschwitz, en honor al ingeniero Carlos Maschwitz (Buenos Aires, 1862 - Burdeos, 1910), Ministro de Obras Públicas de la Nación quien junto a su amigo el Ing. Emilio Mitre, lograron las sanciones de las leyes ferroviarias 5312 y 5315.

## Geografía
Se encuentra en el Partido de Escobar, por lo tanto dentro del Gran Buenos Aires.
Al sur su límite con Benavídez lo marca la calle Belgrano y su límite con Garín, la calle Olivetti, al oeste la calle Bariloche marca el límite con Maquinista Savio, al norte su límite con Belén de Escobar lo marca el Arroyo Escobar y al este limita con Dique Luján en la calle Brasil. 
El arroyo Garín atraviesa la localidad del suroeste hacia el noreste, desembocando en el Río Lujan

## Historia
El 27 de abril de 1889 Benito Villanueva compra las tierras pertenecientes a la Estancia El Talar de Pacheco y funda su establecimiento de Campo Los Arenales, terrenos que con posterioridad se convertirían en la Ciudad de Ingeniero Maschwitz.
El 2 de marzo de 1910, Villanueva vendió a la Sociedad Civil Ricardo Fernández y Cía., tres grandes fracciones de campo que sumaban 620 ha, donde se práctico el trazado original del pueblo, que tomó el mismo nombre que la estación ferroviaria.
El 21 de abril de 1973 la comisaría del  pueblo fue tomada por la guerrilla ERP-22 de agosto dirigida por Víctor José Fernández Palmeiro.
El 18 de septiembre de 1985, se promulga la Ley provincial 10.319 que declara a Maschwitz como ciudad.
En 1993 se encuentran los restos óseos de una ballena, datados en 10.000 años de antigüedad en la intersección de calle Corrientes y el arroyo Garín.

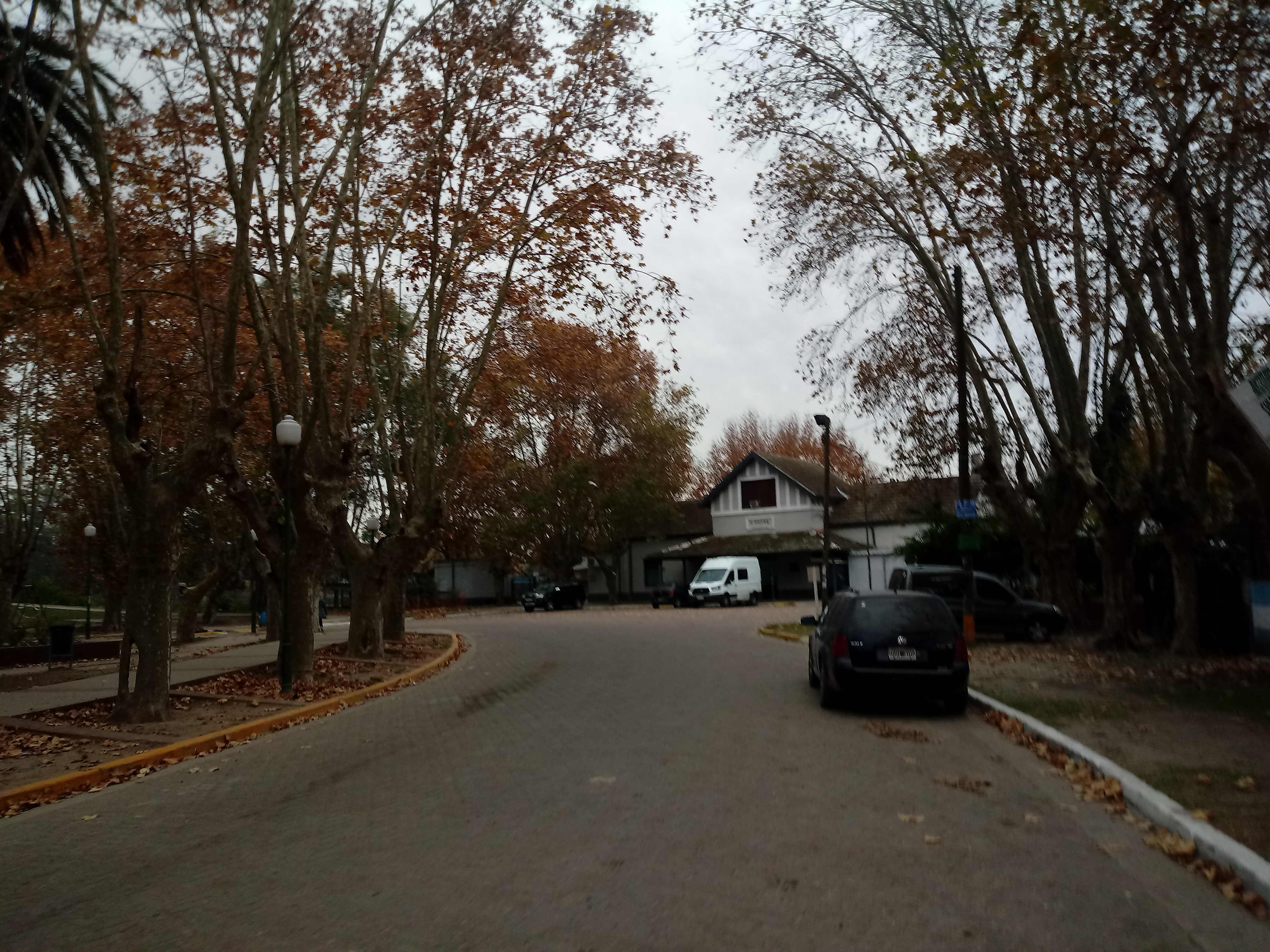
Estación ferroviaria Ingeniero Maschwitz.

## Demografía
Contaba con una población de 12,462 habitantes (Indec, 2001) y en el censo 2010, de 14.778. Esta cifra la sitúa como la quinta unidad más poblada del partido.

## Agua

### Inundaciones
La ciudad se encuentra dentro de la cuenca del Río Lujan. Esto provoca que, con las lluvias, los arroyos que la drenan, se desborden. Las zonas que más se inundan son las cuadras más cercanas a los arroyos Escobar y Garín, donde puede llegar a los 120 mm de agua.

### Contaminación

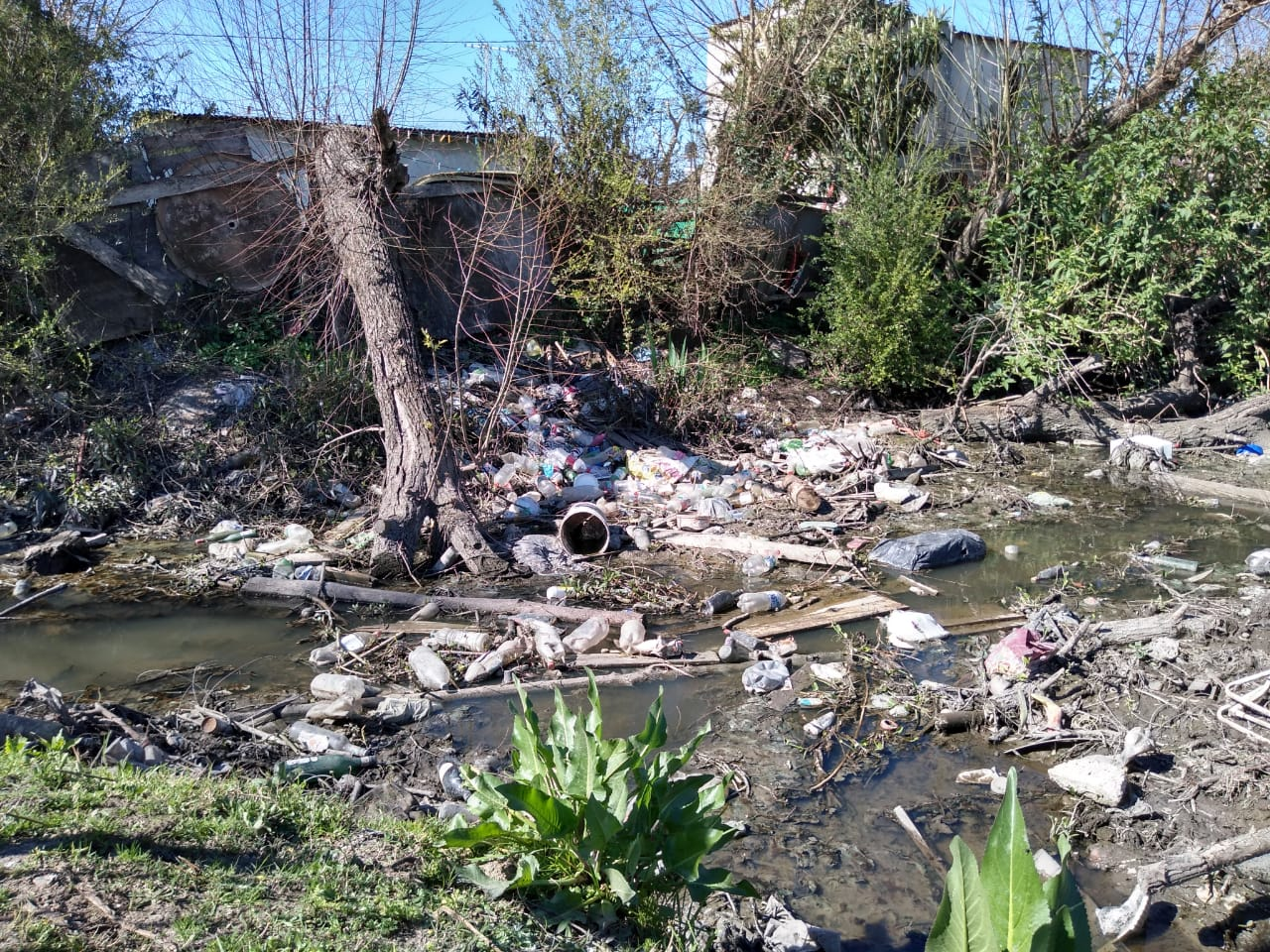
La imagen muestra la contaminación en el Arroyo Escobar, en la localidad de Ing. Maschwitz.

En las últimas décadas en Ingeniero Maschwitz se vieron casos de contaminación en los arroyos. Vecinos de la zona, l, sostienen que tiran sus desechos cloacales a la calle, por falta de pozo ciego. Los vecinos solicitan que se realicen estas obras, así evitar la contaminación en la ciudad.

## Lugares destacados

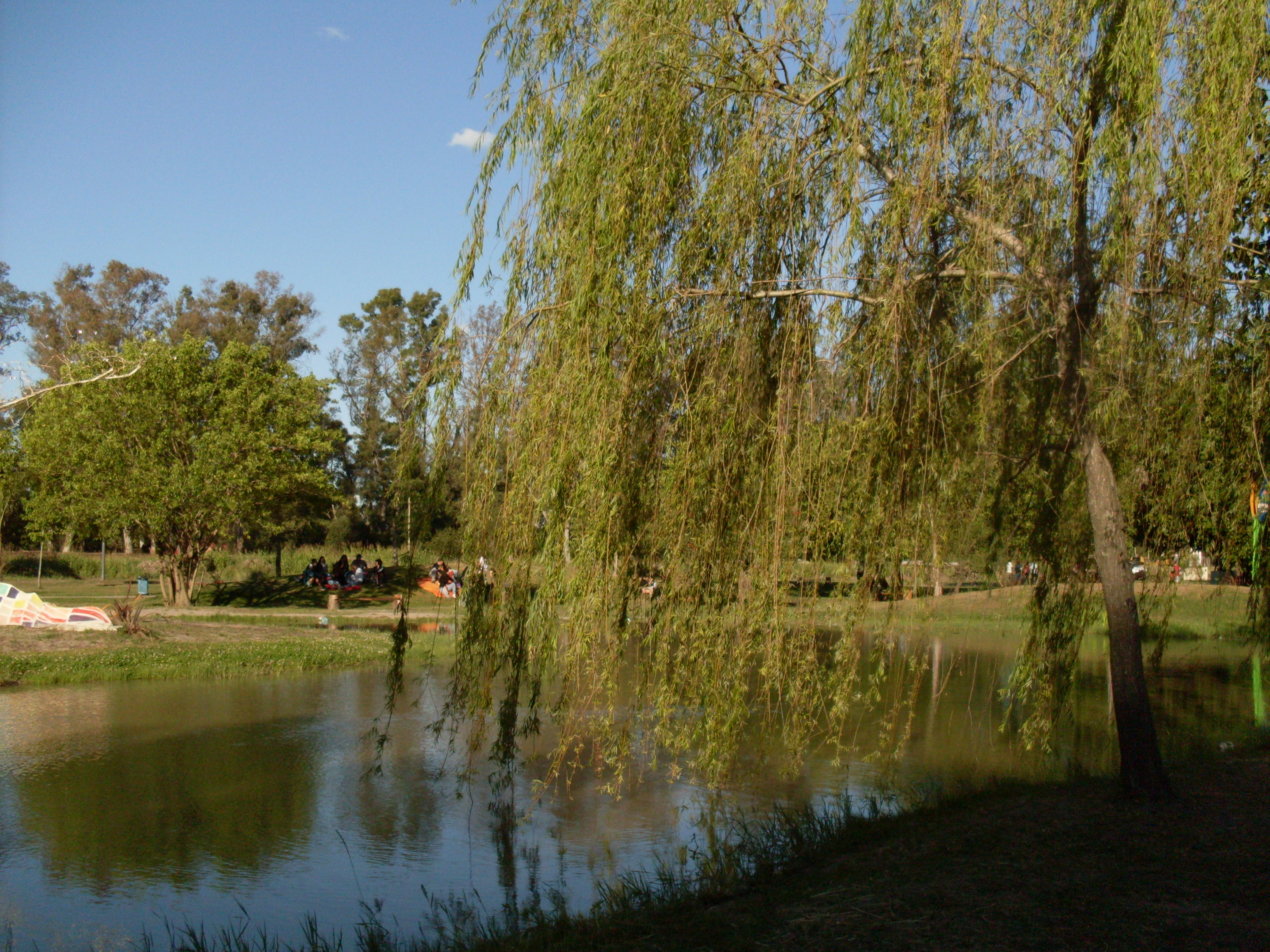
Parque Papa Francisco.

- Sociedad de Fomento de Ingeniero Maschwitz.
- Puente de la Arenera
- Centro Cultural Comunitario "El Bondi": (Antiguo Cine Gloria). En el lugar funciona RadioActiva y se dictan más de 20 talleres.
- Bibliocabina: Una cabina telefónica londinense abandonada en la plaza Emilio Mitre y restaurada por los vecinos para convertirla en Biblioteca pública y gratuita[8][9]
- Estación de ferrocarril Ingeniero Maschwitz
- Plaza Emilio Mitre
- Polo Educativo CBC
- Polideportivo de Maschwitz fundado en la década del 70 por el señor Enrique Rizzo, con la colaboración del señor Lopez, Etchegaray y Negri.
- Estadio Armenia del Club Deportivo Armenio
- Iglesia parroquial San Antonio de Padua
- Parque Papa Francisco. Gran parque con arboledas, caminos y juegos para niños. Además cuenta con un pequeño lago y una exposición permanente de esculturas hechas por artistas locales.
- Club Arenal
- Primera radio del pueblo Antena 3 FM 106.9 creada en el año 1990 [cita requerida]
- Heladería Conti
- Unidad de Diagnóstico Precoz (UDP) "Dr. Carlos Legaría"[10]
- Reserva Natural Maschwitz (ex estancia Los Arenales)[11]
- Granja Don Benito[12]
- Monumento Histórico Nacional. Ex estancia Los Arenales. https://www.argentina.gob.ar/normativa/nacional/ley-25376-65618/texto

## Personas destacadas
- Benito Villanueva
- Ing. Carlos Maschwitz
- Ing. Emilio Mitre
- Rodolfo Ranni
- Nicolás Fekete
- Patricia Jebsen

## Parroquias de la Iglesia católica en Ingeniero Maschwitz
| Diócesis   | Zárate-Campana                                 |
| ---------- | ---------------------------------------------- |
| Parroquias | San Antonio de Padua, Sagrado Corazón de Jesús |